# Palais am Festungsgraben

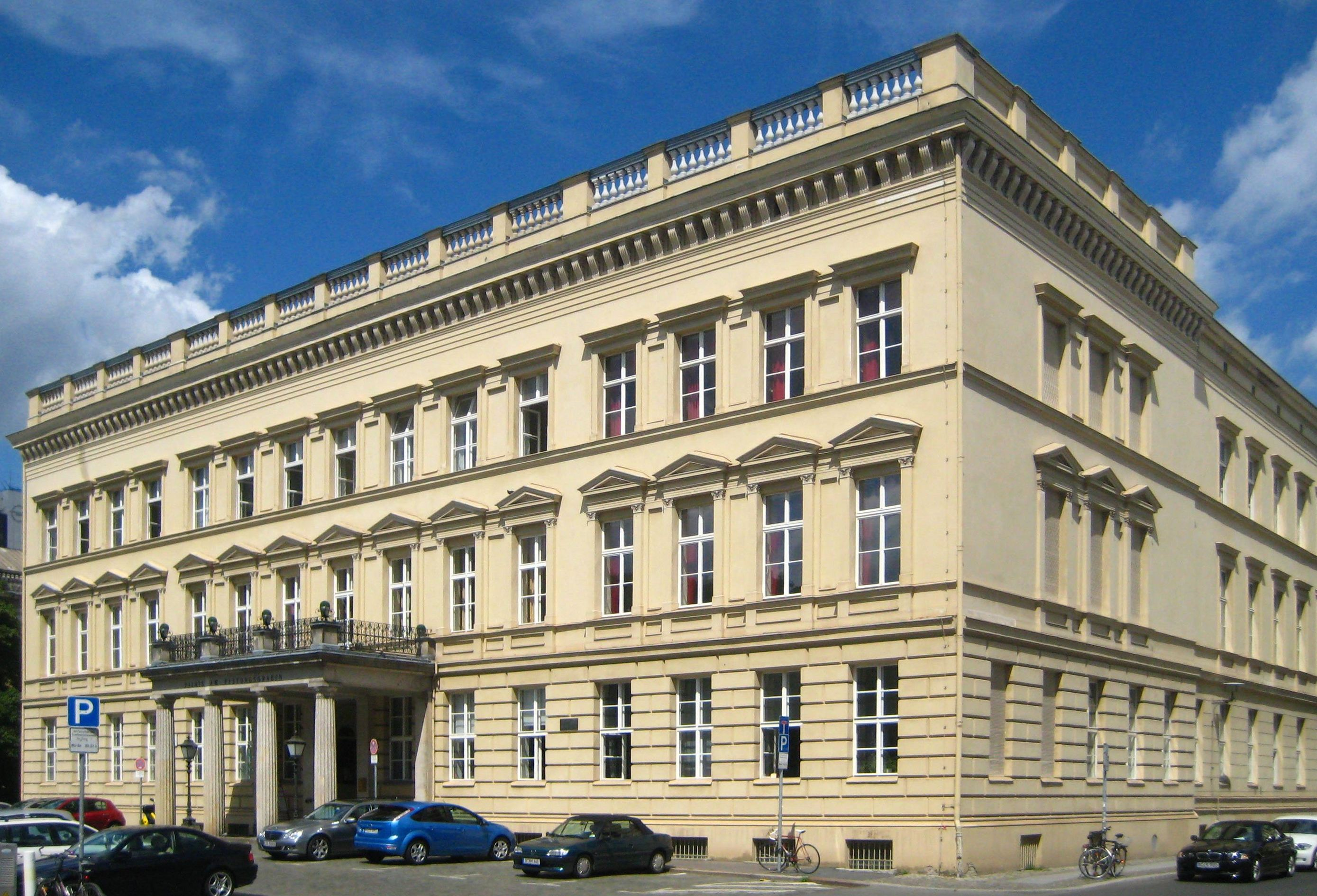
Palais am Festungsgraben, 2009

Das Palais am Festungsgraben, ehemals Palais Donner, befindet sich im Berliner Ortsteil Mitte des gleichnamigen Bezirks direkt hinter dem Kastanienwäldchen hinter der Neuen Wache, neben dem Maxim-Gorki-Theater im Gebäude der Sing-Akademie. Benannt ist das Palais nach dem nahen Festungsgraben, einem heute zugeschütteten Stichkanal der Spree, der zu den im 17. Jahrhundert neu erbauten Berliner Festungsanlagen gehörte und später dem Warenumschlag diente.

## Geschichte
Das Gebäude steht auf dem Terrain der einstigen Berliner Stadtbefestigung. Per königlicher Order schenkte König Friedrich II. von Preußen am 7. November 1751 das Grundstück seinem Kammerdiener Johann Gottfried Donner. Dieser ließ das Palais nach Plänen Christian Friedrich Feldmanns von 1751 bis 1753 errichten. Eine Hälfte des Palais, das mit Hilfe eines Kredits von Johann Ernst Gotzkowsky erbaut wurde, bewohnte Donner mit der Familie seiner Tochter selbst, in der anderen Hälfte nahm der preußische Generalmünzmeister Johann Philipp Graumann seine Wohnung. Allerdings wurde das Palais nicht nur zum Wohnen benutzt, sondern Donner betrieb zusätzlich mit seinem Schwiegersohn auf dem Hof eine Holzhandlung und lagerte unter dem Dach auch Getreide. Der Nachfolgemieter Graumanns war die Direktion für Steuern und Zoll. 1759 kam vom Gendarmenmarkt die Schuch’sche Theatertruppe hinzu. 1787 verkaufte Donner das Gebäude an die königliche Finanzbehörde, die im Obergeschoss die Dienstwohnung für den preußischen Finanzminister einrichtete. Unter anderem wohnte hier auch Freiherr vom und zum Stein für vier Jahre. 1797 wurde der rechte Seitenflügel um ein Stockwerk erhöht.

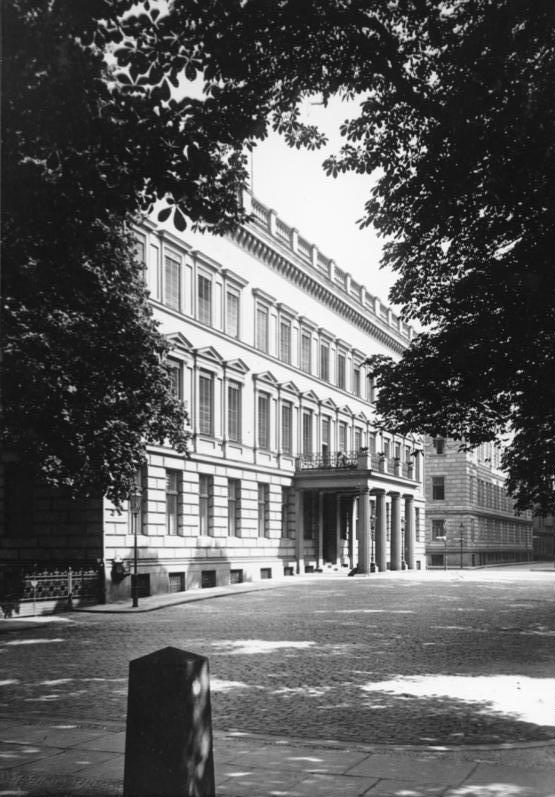
Das Gebäude als Sitz des Preußischen Finanzministeriums, 1930

Ab 1808 wurde das Palais der Amtssitz des preußischen Finanzministeriums. Zwischen 1863 und 1864 wurde das Gebäude nach Plänen von Georg Heinrich Bürde und Hermann von der Hude umgebaut. Aufgrund des Umstands, dass Robert von Patow in jener Zeit preußischer Finanzminister war, und dessen etwa zeitgleich umgebauter Landsitz Schloss Zinnitz starke stilistische Ähnlichkeiten sowohl mit dem Palais am Festungsgraben, als auch mit der Singakademie aufweist, gibt es fachliche Meinungen, dass auch jenes Werk auf Bürde und/oder van der Hude zurückzuführen sei.
Eine weitere bauliche Umgestaltung erfuhr das Palais 1934 durch den damaligen preußischen Finanzminister Johannes Popitz, der im Erdgeschoss den Schinkel-Festsaal des abgerissenen Weydingerhauses aus der Unterwasserstraße einbauen ließ.

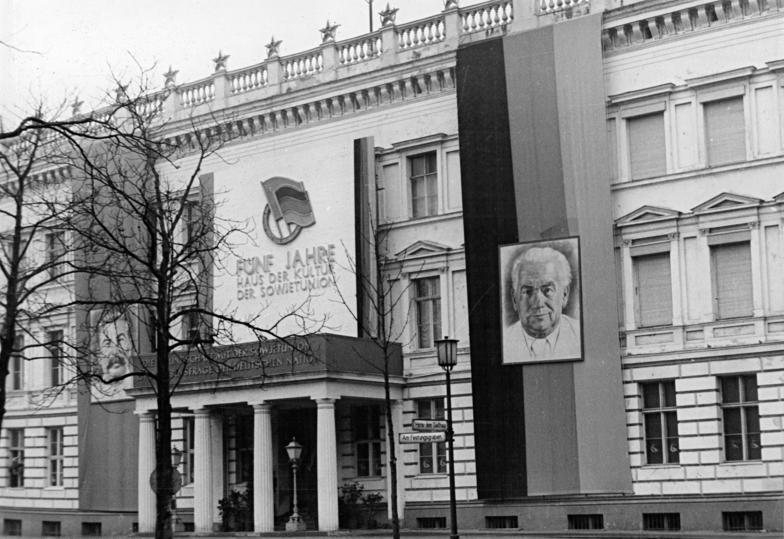
Das Gebäude als Haus der Kultur der Sowjetunion mit geschmückter Fassade anlässlich des fünfjährigen Bestehens, 1952

Im Zweiten Weltkrieg wurde das Palais durch alliierte Luftangriffe und die Kampfhandlungen um Berlin am Ende des Krieges beschädigt. Die Sowjetische Militäradministration in Deutschland ließ das Gebäude nach Kriegsende instand setzen und umbauen und nutzte es anschließend für ihre Zwecke. 1947 wurde das Palais als Haus der Kultur der Sowjetunion der Öffentlichkeit zugänglich gemacht. Von 1950 bis 1990 war das Palais als Zentrales Haus der Deutsch-Sowjetischen Freundschaft (bzw. Haus der Kultur der Sowjetunion) auch der zentrale Sitz der gleichnamigen DDR-Organisation, der Gesellschaft für Deutsch-Sowjetische Freundschaft.

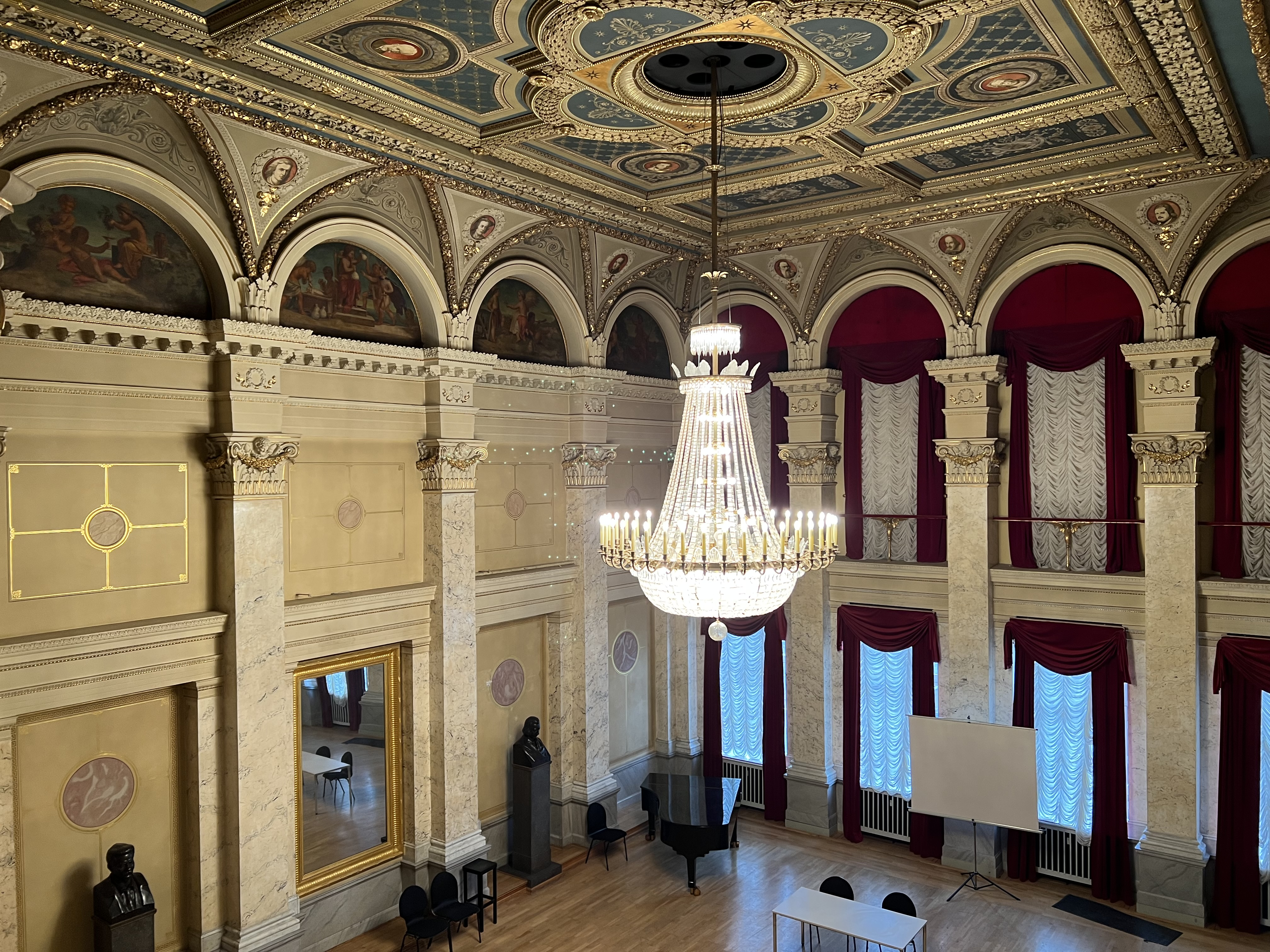
Großzügig gestalteter Marmorsaal

Nach der deutschen Wiedervereinigung ging das unter Denkmalschutz stehende Palais in den Besitz des Landes Berlin über und wird unter dem neuen Namen Palais am Festungsgraben kulturell, museal und gastronomisch genutzt. Seit 1991 befindet sich das Theater im Palais im Erdgeschoss des Gebäudes.
Seit 1992 präsentiert die Galerie Dikmayer Berlin Mitte im Palais temporär internationale Messen und Einzelausstellungen. Von 2004 bis 2016 wurden 200 m² Ausstellungsfläche für die Saarländische Galerie genutzt. Eine tadschikische Teestube, die 1974 im sowjetischen Pavillon der Leipziger Messe ausgestellt und später dem damaligen Zentralen Haus der DSF übergeben worden war, wurde zum 1. Mai 2012 geschlossen, konnte aber im Kunsthof Berlin neu eröffnet werden.
2017 wurde das Grundstück in das Sondervermögen für Daseinsvorsorge (SODA) übertragen, um es aus strategischen Gründen langfristig im Eigentum des Landes Berlin zu sichern.